# Özer Hurmacı
Özer Hurmacı (Kassel, 20 november 1986) is een Duits-Turkse oud-voetballer. Hij speelt doorgaans als aanvallende middenvelder. Hurmacı speelde in 2010 twee interlands voor Turkije.

## Clubcarrière
Hurmacı begon zijn carrière bij amateurverenigingen in zijn geboorteplaats Kassel. Op zijn 17e werd hij gescout door Ankaraspor, waar hij al snel een 3,5 jarig contract kreeg. Hij werd onder meer verhuurd aan Ankara Keçiörengücü. Op 15 juni 2009 maakte hij een transfer naar Fenerbahçe, dat 6,2 miljoen euro voor hem betaalde en de voetballers Özgür Çek en İlhan Parlak naar Ankaraspor liet gaan.
Na laatstelijk in 2021 te hebben gespeeld voor Bursaspor, maakte Hurmacı op 12 maart 2022 bekend te stoppen met professioneel voetbal. Op 12 januari 2023 kwam hij terug van deze beslissing door opnieuw te tekenen voor het noodlijdende Bursaspor. Ondanks dat Bursaspor een transferverbod had op dat moment, mocht Hurmacı toch bij het team komen, omdat hij laatstelijk had gespeeld voor de club. Bij zijn eerste wedstrijd voor de club wist hij een assist te maken.